# Beatriz Serrano
Beatriz Serrano (geboren 1989 in Madrid) ist eine spanische Schriftstellerin und Journalistin. 

## Leben
Beatriz Serrano wuchs in Valencia auf. Sie studierte Journalismus an der Universität Complutense Madrid. Sie ist Podcasterin und arbeitet bei der Madrider Tageszeitung El País. Sie veröffentlichte unter anderem bei BuzzFeed, Vanity Fair, GQ, Harper’s Bazaar und Vogue. Ihr Roman Fuego en la garganta stand 2024 auf der Shortlist des Premio Planeta. 

## Werke
- El descontento. Temas de Hoy, 2023
  - Geht so. Übersetzung Christiane Quandt. Eichborn, 2025
- Fuego en la garganta. Planeta, 2024